# Nino Camus
Nino Camus pseudonimo di Giovanni Camusso, (Torino, 23 giugno 1910 – Milano, 11 marzo 1947) è stato un fumettista, illustratore e progettista italiano.

## Biografia
Molto attivo negli anni trenta e quaranta collaborò con le maggiori riviste antifasciste dell'epoca in qualità di caricaturista e vignettista, quali: il Bertoldo, il Marc'Aurelio, il Candido, il Becco giallo, il Travaso, il Pasquino e produsse autonomamente Pam il Partigiano editore Il Cucciolo (1945) splendido e innovativo fumetto sulla Resistenza.
Ha realizzato fotoromanzi per Grand'Hotel e illustrazioni per le prestigiose copertine di Tribuna Illustrata. È stato anche prolifico vignettista sulla Domenica del Corriere. 
Partito da Torino nel '39 e giunto a Milano, per realizzare per il film cartone animato La rosa di Baghdad vi è poi rimasto impiegato durante la guerra presso la Caproni quale progettista e disegnatore di aerei.